# Kent Nielsen
Kent Nielsen (* 28. prosinec 1961, Frederiksberg) je bývalý dánský fotbalista. Nastupoval především na postu obránce.
S dánskou reprezentací vyhrál Mistrovství Evropy 1992, na šampionátu nastoupil ke čtyřem zápasům. Zúčastnil se též světového šampionátu v Mexiku roku 1986. V národním týmu působil v letech 1983–1992 a odehrál 54 utkání, v nichž vstřelil 3 branky.
S klubem Brøndby IF Kodaň se stal dvakrát mistrem Dánska (1987, 1988) a roku 1989 s ním získal dánský pohár. Ten vybojoval znovu s Aarhusem v sezóně 1991/92. Krom dánské ligy působil tři sezóny v nejvyšší anglické soutěži, v dresu Aston Villy.
Po skončení hráčské kariéry se stal trenérem.